# Coaching d'organisation
Coacher l'organisation consiste à préparer et à accompagner les changements de l'organisation. 
Ces changements portent sur 3 axes majeurs : le sens, les structures et les processus relationnels entre sous-groupes.
C'est un des trois grands domaines du coaching avec : 
- le coaching individuel qui a pour but d'accompagner une personne dans le développement de ses compétences professionnelles ;
- le coaching d'équipe qui porte sur la cohésion et la façon d'améliorer la performance collective d'une équipe.